# Герб Краснодара
Герб муниципального образования город Краснодар — один из официальных символов административного центра Краснодарского края города Краснодара (Российская Федерация), наряду с флагом и гимном.

## История
Герб Краснодара был высочайше утверждён в 1849 году.
До создания официального герба возникали некоторые проекты, в частности проект 1843 года, который не был утверждён. После этого в 1868 году была попытка создать новый герб, и для него был создан отдельный проект. Он также впоследствии не был утверждён.
В мае 1966 года решением Краснодарского горисполкома был объявлен конкурс на лучший значок, эмблему или герб города. В конкурсе принимали участие жители всего края. Эскизы присылали школьники, студенты, колхозники, художники, историки, было представлено свыше 300 эскизов. По итогам конкурса третье место присуждено эскизу "Памятный", второе - никому, а первое - художнику Краснодарского художественного комбината И.А.Басанскому. Последний и стал автором советского герба Краснодара.
Решением горисполкома № 479 от 26.10.1979 года был обновлён.
После распада СССР был возвращён старый герб, но без внешних украшений и каймы. В 1999 году переутверждён, уже с каймой и короной над щитом.
Современный герб утверждён 7 июля 2005 года решением Городской Думы Краснодара — был возвращён первоначальный герб 1849 года.
- Неутверждённый проект герба Екатеринодара 20 декабря 1843 года.
- Неутверждённый проект герба Екатеринодара 1868 года
- Герб 1967 года.
- Герб 1979 года.
- Герб от 5 июля 1996 года.
- Герб 1999 года.
- Герб от 7 июля 2005 года.

## Описание

### Оригинал
Описание герба Екатеринодара, принятого в 1849 году: «Щит разделён крестообразно на четыре равные части: в первой и четвёртой, в золотом поле, крепость червлёного цвета, над оной чёрный двуглавый орёл, имеющий на груди Московский герб; во второй и третьей частях, в серебряном поле, по два, накрест положенные, знамени лазуревого цвета с вензелями: императрицы Екатерины II, императоров: Павла I, Александра I и Николая I; между знамён Атаманская булава, а по сторонам её два бунчука. Посередине щита помещён малый червлёный щит, на котором вензель императрицы Екатерины II и 1794 год. Над щитом золотая городская корона. Щит поддерживают два Черноморских казака: с правой стороны — одетый в прежнюю форму, а с левой стороны — в настоящей форме. Герб окружён зелёной каймою, на коей 59 золотых звёзд, показывающих число казачьих станиц в Черноморском войске».
Описание герба Екатеринодара, принятого в 1894 году:

«Щит разделён крестообразно на четыре равные части: в первой и четвёртой, в золотом поле, крепость червлёного цвета, над оной чёрный двуглавый орёл, имеющий на груди Московский герб; во второй и третьей частях, в серебряном поле, по два, накрест положенные, знамени лазуревого цвета с вензелями: императрицы Екатерины II, императоров: Павла I, Александра I и Николая I; между знамён Атаманская булава, а по сторонам её два бунчука. Посередине щита помещён малый червлённый щит, на котором вензель императрицы Екатерины II и 1794 год. Над щитом золотая городская корона. Щит поддерживают два Черноморских казака: с правой стороны — одетый в прежнюю форму, а с левой стороны — в настоящей форме. Герб окружён зелёной каймою, на коей 59 золотых звёзд, показывающих число казачьих станиц в Черноморском войске»

### Советский
Советский герб Краснодара формой напоминает древнерусский щит. Вверху вытянулась красно-синяя полоска с серпом и молотом — флаг РСФСР.
Внизу герба — бронзовая зубчатая шестерёнка, говорящая о развитом машиностроении, одной из основных отраслей народного хозяйства города. Рядом с шестерёнкой видны силуэты предприятий, говорящие о развитой нефтяной, газовой и химической промышленности. В центре герба расположен золотой пшеничный колос, символизирующий Кубань как житницу Российской Федерации. Детали герба вырисованы на ярко-зелёном фоне, подчёркивающим, что Краснодар — город цветов, зелени и садов.

### Современный
Геральдическое описание (решение Городской Думы Краснодара):

«В четверочастном щите червлёный (красный) сердцевой щиток, тонко окаймлённый золотом, и в нём коронованный вензель Екатерины II того же металла.
В первой и четвёртой частях в золотом поле червлёная крепостная стена со сквозной аркой ворот и двумя выходящими по сторонам башнями, на которые опирается лапами чёрный двуглавый орел, коронованный тремя золотыми Императорскими коронами, на груди которого в червлёном щите обращённый влево всадник в серебряных доспехах на коне того же металла, поражающий копьём обращённого и обернувшегося чёрного крылатого змия.
Во второй и третьей частях в серебряном поле золотая атаманская булава поверх сложенных накрест серебряных бунчуков на золотых древках с наконечниками в виде копейного острия, выходящего из полумесяца, и поверх всего два также сложенных накрест лазоревых (синих, голубых) знамени с золотыми коронованными вензелями императрицы Екатерины II и императора Павла I (вторая часть) и императоров Александра I и Николая I (третья часть).
Зелёная Кайма обрамлена 59 золотыми шестиконечными звездами. Щит увенчан золотой башенной короной с пятью видимыми зубцами, окружённой по обручу золотым лавровым венком.
Щитодержатели — два черноморских казака, стоящие на зелёной земле. Правый одет в форму лейб-гвардии Черноморского эскадрона времен императора Александра I, левый — в форму лейб-гвардии Черноморского казачьего дивизиона времен императора Николая I. Каждый свободною рукою держит пику, поставленную на землю»

## Обоснование символики
Изображение на Гербе крепостной стены символизирует Екатеринодарскую крепость, открытые ворота — символ дружелюбия и открытости города. Атаманская булава символизирует столицу Черномории, резиденцию атамана Черноморского казачьего войска, бунчуки — символы черноморского казачества. Четыре перекрещивающихся знамени с вензелями императрицы Екатерины II, императоров Павла I, Александра I, Николая I, пожалованные войску императорами на момент принятия Герба, символизируют заслуги черноморского казачьего войска. Золотой вензель императрицы Екатерины II говорит о том, что город был назван Екатеринодаром в её честь. 59 золотых звезд символизируют количество казачьих станиц в черноморском казачьем войске в 1849 году.
- Золотой цвет поля Герба — цвет богатства, символ могущества, веры, знатности, постоянства, прочности.
- Серебряный цвет поля — цвет чистоты, правдивости, благородства.
- Червлёный цвет — символ любви, мужества, смелости, великодушия.
- Чёрный — мудрости, осторожности, постоянства.
- Лазоревый — честность, верность.
- Зелёный — символ надежды, изобилия, обновления жизни и здоровья.[4][5]